# Gray Summit
Gray Summit – jednostka osadnicza w Stanach Zjednoczonych, w stanie Missouri, w hrabstwie Franklin.